# Italia en los Juegos Paralímpicos de Tokio 2020
Italia estuvo representada en los Juegos Paralímpicos de Tokio 2020 por un total de 113 deportistas, 61 mujeres y 52 hombres.

## Medallistas
El equipo paralímpico italiano obtuvo las siguientes medallas:
| Nombre                                                                                                | Deporte                    | Evento                                       |
| --- | -------------------------- | -------------------------------------------- |
| Oro                                                                                                   |                            |                                              |
| Ambra Sabatini                                                                                        | Atletismo                  | 100 m T63 femenino                           |
| Luca Mazzone Diego Colombari Paolo Cecchetto                                                          | Ciclismo en ruta           | Relevo por equipos H1-5 mixto                |
| Beatrice Vio                                                                                          | Esgrima en silla de ruedas | Florete individual B femenino                |
| Arjola Trimi                                                                                          | Natación                   | 50 m espalda S3 femenino                     |
| Arjola Trimi                                                                                          | Natación                   | 100 m libre S3 femenino                      |
| Carlotta Gilli                                                                                        | Natación                   | 100 m mariposa S13 femenino                  |
| Carlotta Gilli                                                                                        | Natación                   | 200 m estilos SM13 femenino                  |
| Giulia Terzi                                                                                          | Natación                   | 100 m libre S7 femenino                      |
| Xenia Palazzo Alessia Scortechini Giulia Terzi Vittoria Bianco                                        | Natación                   | 4 × 100 m libre (34 ptos.) femenino          |
| Francesco Bocciardo                                                                                   | Natación                   | 100 m libre S5 masculino                     |
| Francesco Bocciardo                                                                                   | Natación                   | 200 m libre S5 masculino                     |
| Stefano Raimondi                                                                                      | Natación                   | 100 m braza SB9 masculino                    |
| Simone Barlaam                                                                                        | Natación                   | 50 m libre S9 masculino                      |
| Antonio Fantin                                                                                        | Natación                   | 100 m libre S6 masculino                     |
| Plata                                                                                                 |                            |                                              |
| Martina Caironi                                                                                       | Atletismo                  | 100 m T63 femenino                           |
| Martina Caironi                                                                                       | Atletismo                  | Salto de longitud T63 femenino               |
| Assunta Legnante                                                                                      | Atletismo                  | Disco F11 femenino                           |
| Assunta Legnante                                                                                      | Atletismo                  | Peso F12 femenino                            |
| Francesca Porcellato                                                                                  | Ciclismo en ruta           | Contrarreloj H1-3 femenino                   |
| Luca Mazzone                                                                                          | Ciclismo en ruta           | Ruta H1-2 masculino                          |
| Luca Mazzone                                                                                          | Ciclismo en ruta           | Contrarreloj H1-2 masculino                  |
| Fabrizio Cornegliani                                                                                  | Ciclismo en ruta           | Contrarreloj H1 masculino                    |
| Giorgio Farroni                                                                                       | Ciclismo en ruta           | Contrarreloj T1-2 masculino                  |
| Loredana Trigilia Beatrice Vio Andreea Mogos                                                          | Esgrima en silla de ruedas | Florete por equipos femenino                 |
| Carlotta Gilli                                                                                        | Natación                   | 100 m espalda S13 femenino                   |
| Carlotta Gilli                                                                                        | Natación                   | 400 m libre S13 femenino                     |
| Giulia Ghiretti                                                                                       | Natación                   | 100 m braza SB4 femenino                     |
| Arjola Trimi                                                                                          | Natación                   | 50 m libre S4 femenino                       |
| Giulia Terzi                                                                                          | Natación                   | 400 m libre S7 femenino                      |
| Alessia Berra                                                                                         | Natación                   | 100 m mariposa S13 femenino                  |
| Xenia Palazzo                                                                                         | Natación                   | 200 m estilos SM8 femenino                   |
| Stefano Raimondi                                                                                      | Natación                   | 100 m espalda S10 masculino                  |
| Stefano Raimondi                                                                                      | Natación                   | 100 m mariposa S10 masculino                 |
| Stefano Raimondi                                                                                      | Natación                   | 200 m estilos SM10 masculino                 |
| Luigi Beggiato                                                                                        | Natación                   | 100 m libre S4 masculino                     |
| Antonio Fantin                                                                                        | Natación                   | 400 m libre S6 masculino                     |
| Alberto Amodeo                                                                                        | Natación                   | 400 m libre S8 masculino                     |
| Simone Barlaam                                                                                        | Natación                   | 100 m mariposa S9 masculino                  |
| Arianna Talamona Francesco Bocciardo Arjola Trimi Luigi Beggiato Antonio Fantin Giulia Terzi          | Natación                   | 4 × 50 m libre (20 ptos.) mixto              |
| Simone Ciulli Antonio Fantin Simone Barlaam Stefano Raimondi                                          | Natación                   | 4 × 100 m libre (34 ptos.) masculino         |
| Vincenza Petrilli                                                                                     | Tiro con arco              | Recurvo individual clase abierta femenino    |
| Elisabetta Mijno Stefano Travisani                                                                    | Tiro con arco              | Recurvo por equipos clase abierta mixto      |
| Anna Barbaro                                                                                          | Triatlón                   | PTVI femenino                                |
| Bronce                                                                                                |                            |                                              |
| Monica Contrafatto                                                                                    | Atletismo                  | 100 m T63 femenino                           |
| Ndiaga Dieng                                                                                          | Atletismo                  | 1500 m T20 masculino                         |
| Oney Tapia                                                                                            | Atletismo                  | Disco F11 masculino                          |
| Oney Tapia                                                                                            | Atletismo                  | Peso F11 masculino                           |
| Katia Aere                                                                                            | Ciclismo en ruta           | Ruta H5 femenino                             |
| Sara Morganti                                                                                         | Hípica                     | Doma individual «grado I» mixto              |
| Sara Morganti                                                                                         | Hípica                     | Doma individual estilo libre «grado I» mixto |
| Monica Boggioni                                                                                       | Natación                   | 100 m libre S5 femenino                      |
| Monica Boggioni                                                                                       | Natación                   | 200 m libre S5 femenino                      |
| Monica Boggioni                                                                                       | Natación                   | 200 m estilos SM5 femenino                   |
| Xenia Palazzo                                                                                         | Natación                   | 50 m libre S8 femenino                       |
| Xenia Palazzo                                                                                         | Natación                   | 400 m libre S8 femenino                      |
| Carlotta Gilli                                                                                        | Natación                   | 50 m libre S13 femenino                      |
| Giulia Terzi                                                                                          | Natación                   | 50 m mariposa S7 femenino                    |
| Francesco Bettella                                                                                    | Natación                   | 50 m espalda S1 masculino                    |
| Francesco Bettella                                                                                    | Natación                   | 100 m espalda S1 masculino                   |
| Luigi Beggiato                                                                                        | Natación                   | 50 m libre S4 masculino                      |
| Stefano Raimondi                                                                                      | Natación                   | 100 m libre S10 masculino                    |
| Federico Morlacchi Federico Bicelli Riccardo Menciotti Antonio Fantin Simone Barlaam Stefano Raimondi | Natación                   | 4 × 100 m estilos (34 ptos.) masculino       |
| Federico Mancarella                                                                                   | Piragüismo                 | KL2 masculino                                |
| Michela Brunelli Giada Rossi                                                                          | Tenis de mesa              | Equipo 1-3 femenino                          |
| Andrea Liverani                                                                                       | Tiro                       | Rifle de aire de pie 10 m SH2 mixto          |
| Maria Andrea Virgilio                                                                                 | Tiro con arco              | Compuesto individual clase abierta femenino  |
| Veronica Yoko Plebani                                                                                 | Triatlón                   | PT2 femenino                                 |
| Giovanni Achenza                                                                                      | Triatlón                   | PTWC masculino                               |
| Carolina Costa                                                                                        | Yudo                       | +70 kg femenino                              |